# Lars Karlsson (dragspelare)
Lars Patrik Karlsson, född 16 april 1971 i Fjärås församling i Hallands län, är en svensk dragspelare med tonvikt på durspel och folkmusik, musikhandlare.
Karlsson, som förblivit sin hembygd trogen, började spela som 10-åring, inspirerad av mor, far och farfar, samtliga spelmän. Han är en utomordentlig durspelare med framträdanden av världsklass enligt seriösa kritiker. Lars Karlssons musikintresse är dock betydligt vidare, rockmusiken ligger honom bland annat varmt om hjärtat och han har spelat bas i ett rock/bluesband.
I likhet med Benny Andersson, Siljabloo Nilsson och flera kända musiker, är han gehörspelare.
Tillsammans med sitt band släpper han sensommaren 2007 sin tredje CD. Den har fått titeln ”Tungo” och innehåller mest eget material.